# Bailrigg
Bailrigg – wieś w Anglii, w hrabstwie Lancashire, w dystrykcie Lancaster. Leży 71 km na północny zachód od miasta Manchester i 331 km na północny zachód od Londynu. Na terenie Bailrigg znajduje się kampus Lancaster University.

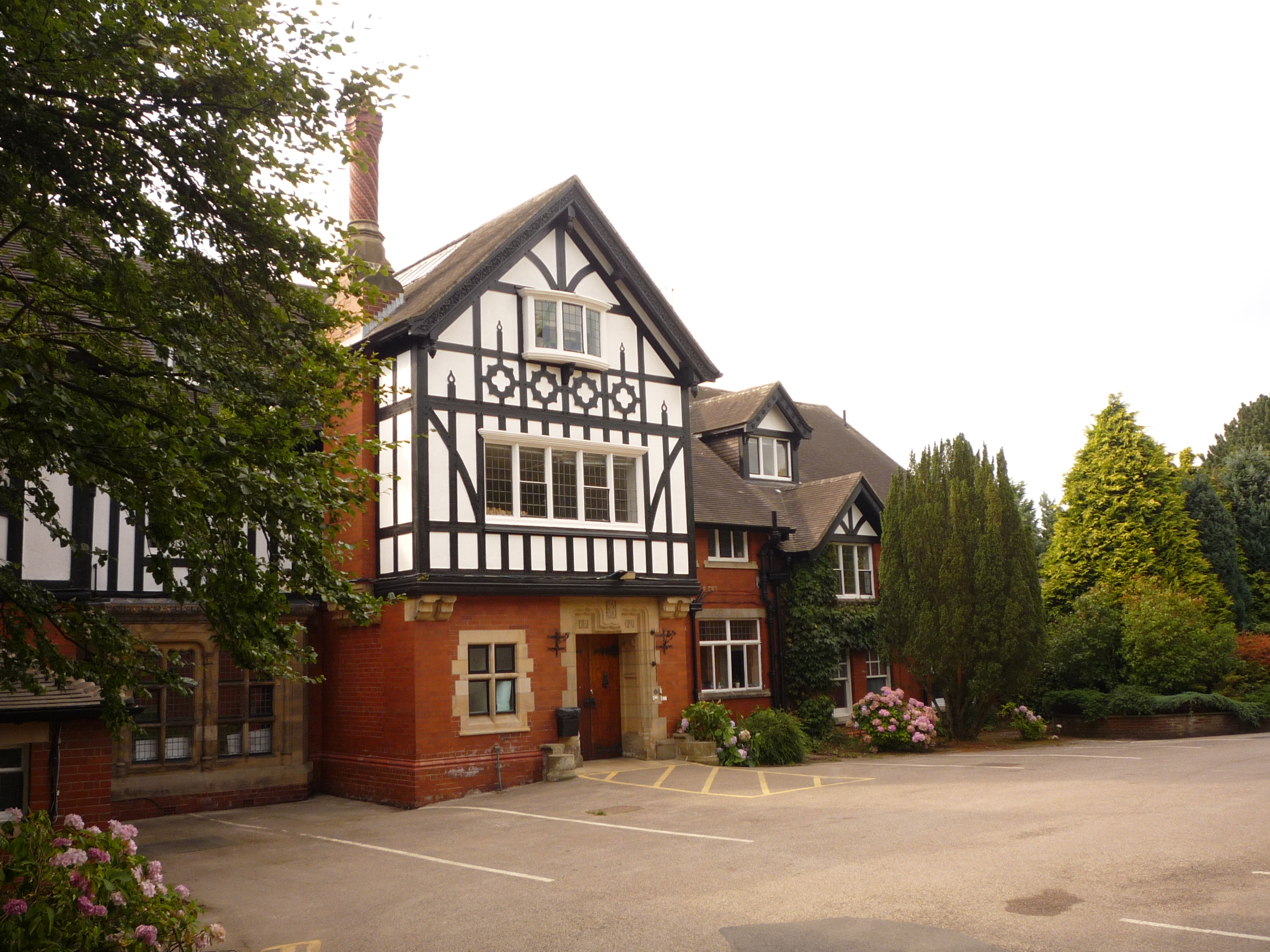
Bailrigg House; siedziba redakcji m.in. Journal of Experimental Botany
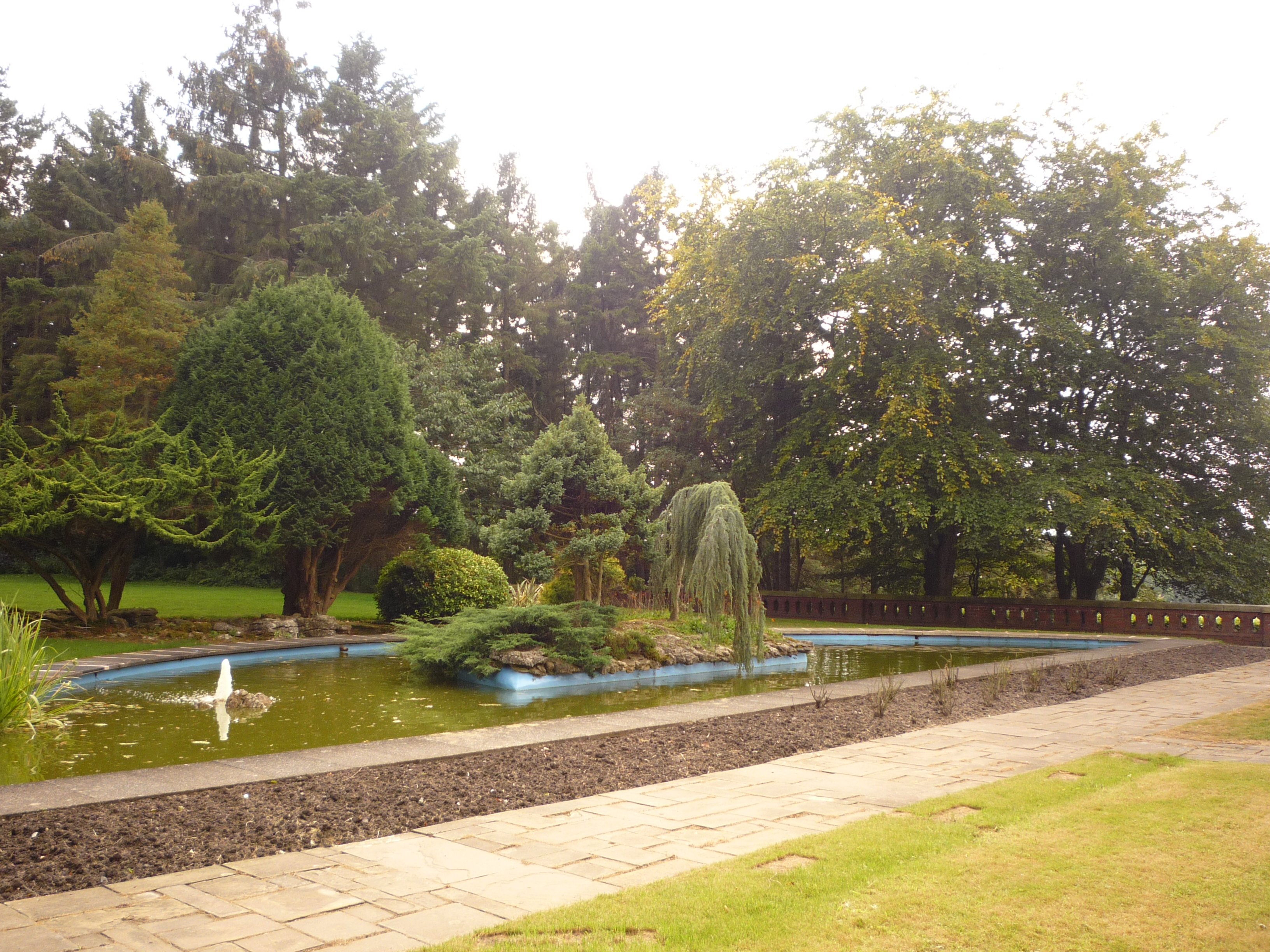
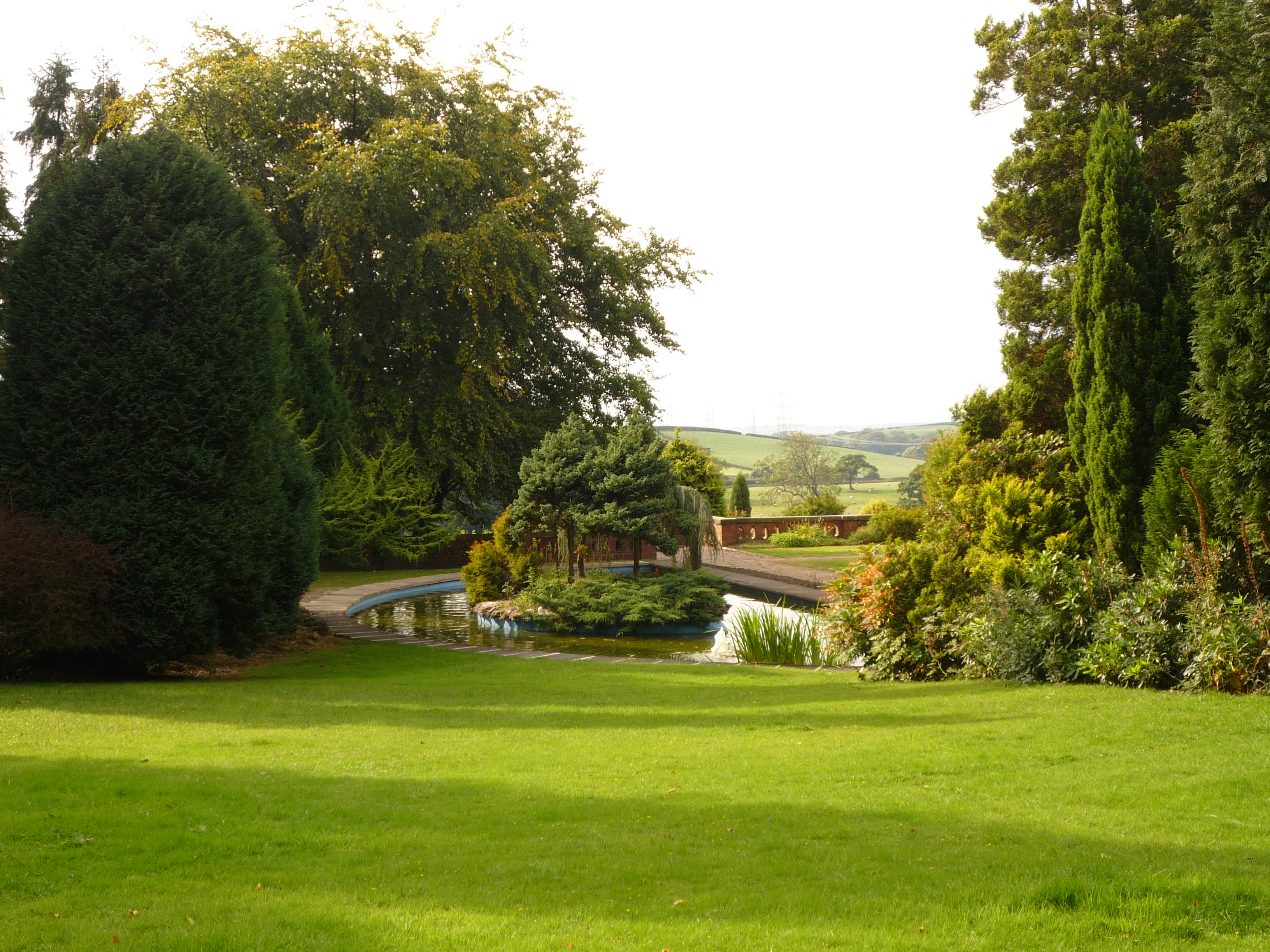